# 1961年巴黎惨案
1961年巴黎惨案（法語：Massacre du 17 octobre 1961）发生于1961年10月17日，阿尔及利亚战争期间。當時亲民族解放阵线的约30000名阿尔及利亚人正在示威，當時的巴黎警察局长莫里斯·帕蓬下令法国警察前往鎮壓。1998年，法国政府承认1961年的鎮壓造成40人死亡，不過公众估计有100至300人死亡。死亡原因是警方的殴打以及溺水，因为當時的警察将傷重的示威者直接丟入塞纳河，數百人因此失蹤。
根據來自巴黎警察局的目击者證據和报告表明，1961年的鎮壓是由帕蓬亲自指挥的。警方记录显示，帕蓬向巴黎警察保证如果他们參與鎮壓，他们将免受起诉。
惨案四十多年后，2001年10月17日，社会党籍的巴黎市长贝特朗·德拉诺埃提出在圣米歇尔桥樹立一块牌纪念此次慘案。遇难人数至今仍不清楚，并且並未平反。在没有官方估计的情况下，纪念惨案的标语说：“为了纪念在1961年10月17日血腥镇压和平示威中遇害的许多阿尔及利亚人”。2007年2月18日（帕蓬去世后的第二天），为纪念惨案，民众呼吁將位於热讷维利耶的一個巴黎地铁站命名为“1961年10月17日”站。
2022年6月，Mediapart報紙公佈了戴高樂總統任期內的解密檔案文件，這證明共和國總統很快就意識到10月17日及隨後的大屠殺和法國警察犯罪行為的嚴重程度。專門研究這段時期的歷史學家向該報證實，這些文件證明戴高樂將軍已獲悉大屠殺後幾天的情況。某些文件顯示戴高樂希望懲罰有罪者並拒絕在法國警察內部建立有罪不罰的體制。歷史學家吉爾斯·曼塞龍 (Gilles Manceron) 表示，戴高樂因擔心破壞自己的政治多數派而阻止了制裁的願望。